# 森本あんり
森本 あんり（もりもと あんり、1956年10月19日 - ）は、日本の神学者、牧師、国際基督教大学名誉教授。2022年4月1日より東京女子大学・第17代目学長。男性。

## 経歴・人物
神奈川県生まれ。父親は画家・グラフィックデザイナー。1975年東京都立小石川高等学校卒業、1979年国際基督教大学教養学部人文科学科卒業。1982年東京神学大学大学院組織神学修士課程修了。1982 - 1986年日本基督教団松山城東教会牧師。1991年 アメリカ合衆国プリンストン神学大学院博士課程修了（組織神学）、Ph.D。
1991年国際基督教大学牧師、1997年同凖教授、2001年教授、2012年-2020年同大学学務副学長。2022年4月1日より東京女子大学・第17代目学長（任期は4年間）。
1996年『ジョナサン・エドワーズ研究』（創文社）で第1回アメリカ学会・清水博賞受賞。2002年以降、プリンストン大学、カリフォルニア大学バークレー校で客員教授を務める。
小田嶋隆とは小中高の同級生であり、親しい友人だった。

## 著書
- 『使徒信条 エキュメニカルなシンボルをめぐる神学黙想』新教出版社〈新教ブックス〉 1995
- 『ジョナサン・エドワーズ研究 アメリカ・ピューリタニズムの存在論と救済論』創文社 1995
- 『現代に語りかけるキリスト教』日本基督教団出版局 1998
- 『アジア神学講義 グローバル化するコンテクストの神学』創文社 2004
- 『アメリカ・キリスト教史 理念によって建てられた国の軌跡』新教出版社 2006
  - 『キリスト教でたどるアメリカ史』KADOKAWA〈角川ソフィア文庫〉 2019 改題、加筆・修正版
- 『アメリカ的理念の身体 寛容と良心・政教分離・信教の自由をめぐる歴史的実験の軌跡』創文社 2012
- 『反知性主義 アメリカが生んだ「熱病」の正体』新潮社〈新潮選書〉 2015
- 『宗教国家アメリカのふしぎな論理』NHK出版〈NHK出版新書〉 2017
- 『異端の時代 正統のかたちを求めて』岩波書店〈岩波新書〉 2018
- 『不寛容論　アメリカが生んだ「共存」の哲学』新潮社〈新潮選書〉 2020
- 『教養を深める 人間の「芯」のつくり方 』PHP研究所〈PHP新書〉 2024

### 共著編
- 『神学とキリスト教学 その今日的な可能性を問う』神代真砂実,川島堅二,西原廉太,深井智朗共著 キリスト新聞社 2009
- 『人間に固有なものとは何か 人文科学をめぐる連続講演』編 創文社 2011

### 翻訳
- H.ミューラー『福音主義神学概説』雨宮栄一共訳 日本基督教団出版局 1987
- G.デコスタ編『キリスト教は他宗教をどう考えるか ポスト多元主義の宗教と神学』教文館 1997
- ジェフリー・S.サイカー編『キリスト教は同性愛を受け入れられるか』監訳 日本キリスト教団出版局 2002
- エミール・ブルンナー『出会いとしての真理』五郎丸仁美共訳 教文館 2006
- ピーター・L.バーガー『現代人はキリスト教を信じられるか 懐疑と信仰のはざまで』篠原和子共訳 教文館 2009
- J.P.バード『はじめてのジョナサン・エドワーズ』教文館 2011

## 論文
- Cinii